# Рафаел Феррейра Сілва
Рафаел Феррейра Сілва (порт. Rafael 'Rafa' Alexandre Fernandes Ferreira Silva, нар. 17 травня 1993, Віла-Франка-де-Шіра) — португальський футболіст, півзахисник турецького «Бешикташа».

## Клубна кар'єра
Народився 17 травня 1993 року в місті Віла-Франка-де-Шіра. Вихованець футбольної школи клубу «Фейренсі». Дорослу футбольну кар'єру розпочав 2012 року в основній команді того ж клубу, в якій провів 41 матч чемпіонату.
До складу клубу «Брага» приєднався 2013 року.

## Виступи за збірні
З 2013 року залучається до складу молодіжної збірної Португалії. На молодіжному рівні зіграв у 15 офіційних матчах, забив 3 голи.
28 лютого 2014 року дебютував в офіційних матчах у складі національної збірної Португалії у товариській зустрічі проти збірної Камеруну.

## Досягнення
- Чемпіон Португалії (3):

«Бенфіка» : 2016-17, 2018-19, 2022-23
- Володар Кубка Португалії (2):

«Брага»: 2015-16
«Бенфіка» : 2016-17
- Володар Суперкубка Португалії (3):

«Бенфіка» : 2017, 2019, 2023
- Володар Суперкубка Туреччини (1):

«Бешикташ»: 2024
Збірна Португалії
- Чемпіон Європи: 2016
- Переможець Ліги націй УЄФА: 2018-19